# Grön knipprot
Grön knipprot (Epipactis leptochila) är en orkidéart som först beskrevs av Masters John Godfery, och fick sitt nu gällande namn av Masters John Godfery. Arten ingår i släktet knipprötter och familjen orkidéer.  IUCN kategoriserar arten globalt som livskraftig. Arten har ej påträffats i Sverige.

## Underarter
Arten delas in i följande underarter:
- E. l. aspromontana
- E. l. futakii
- E. l. komoricensis
- E. l. leptochila
- E. l. maestrazgona
- E. l. naousaensis
- E. l. neglecta

## Bildgalleri

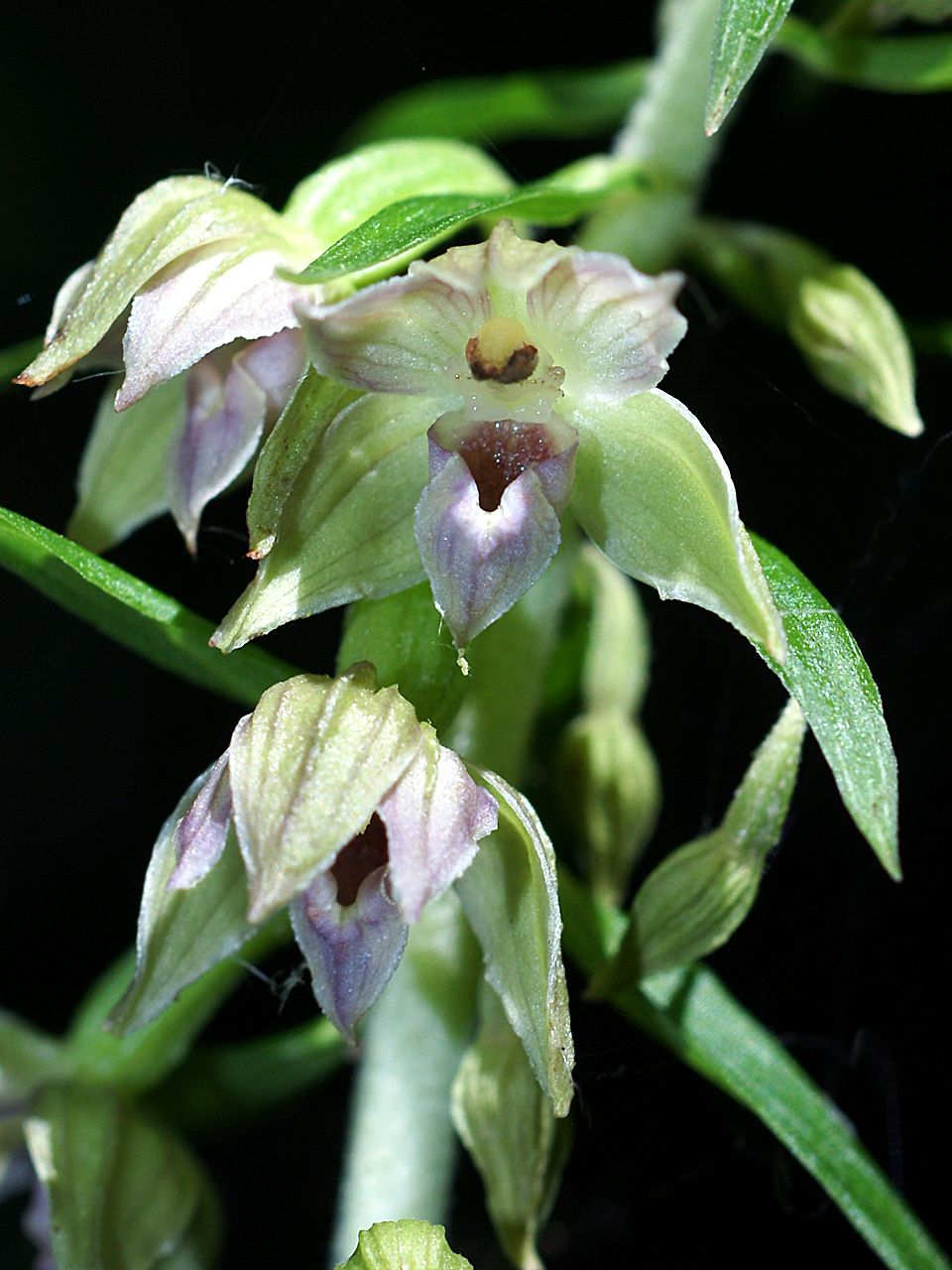
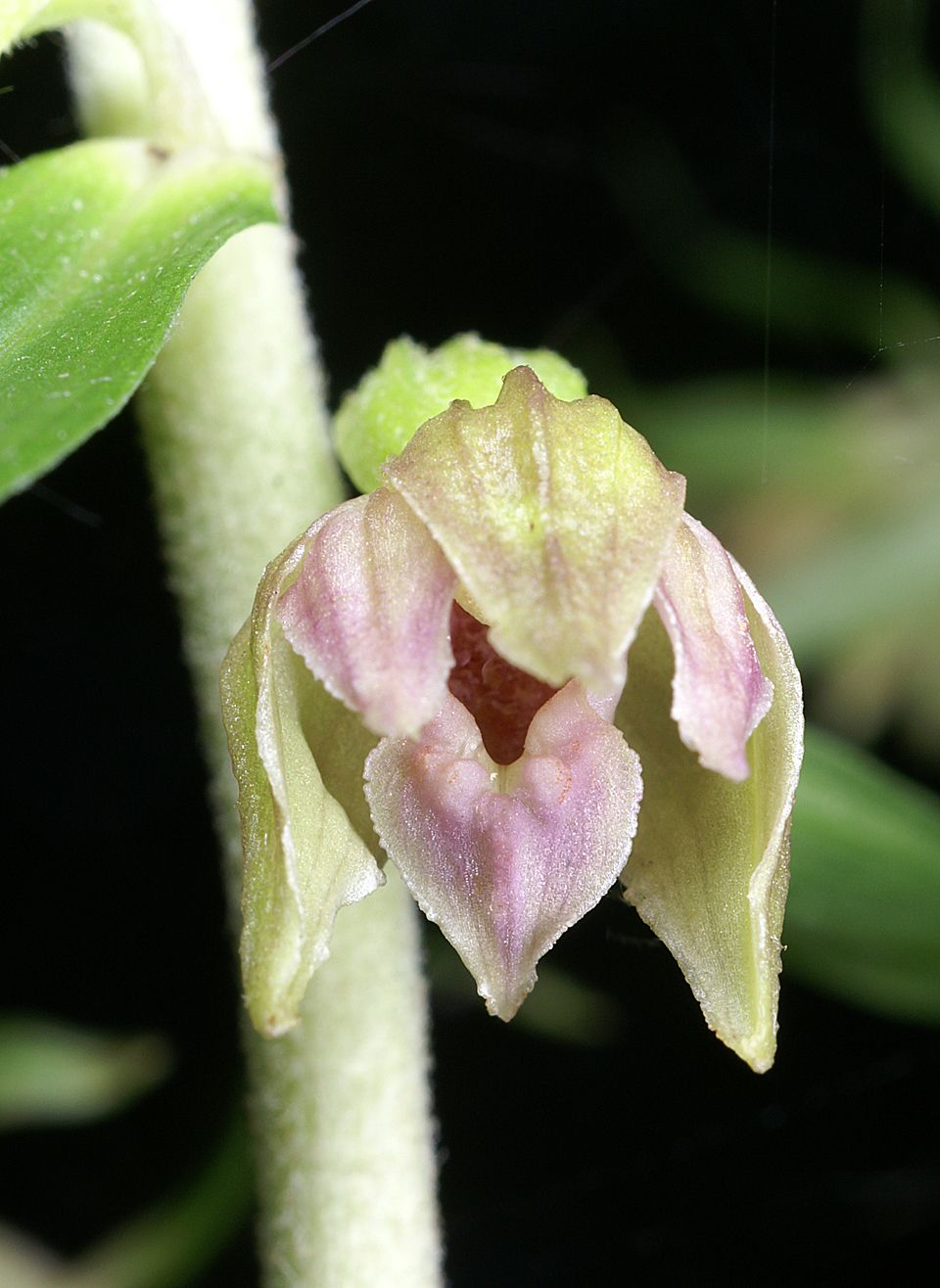
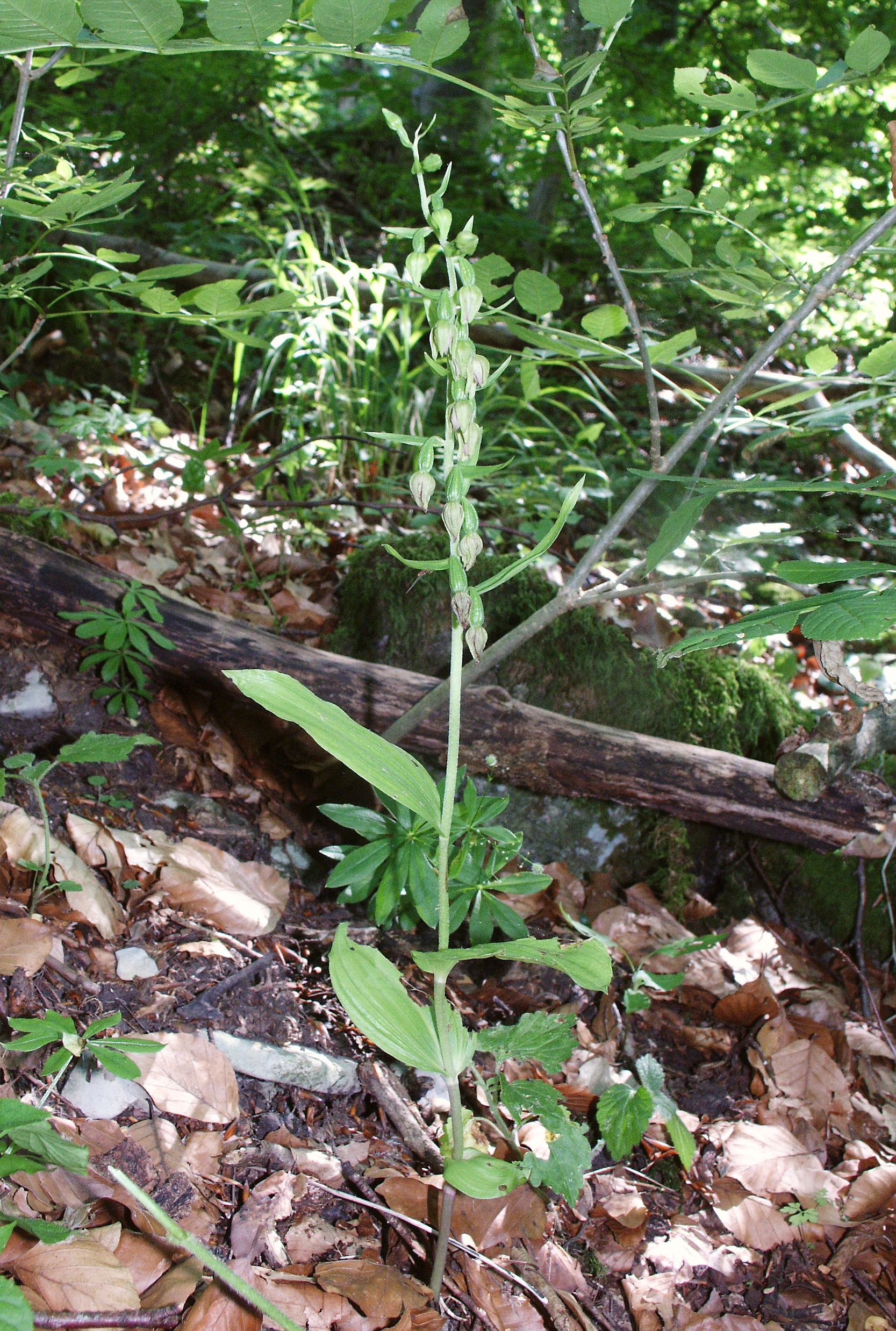
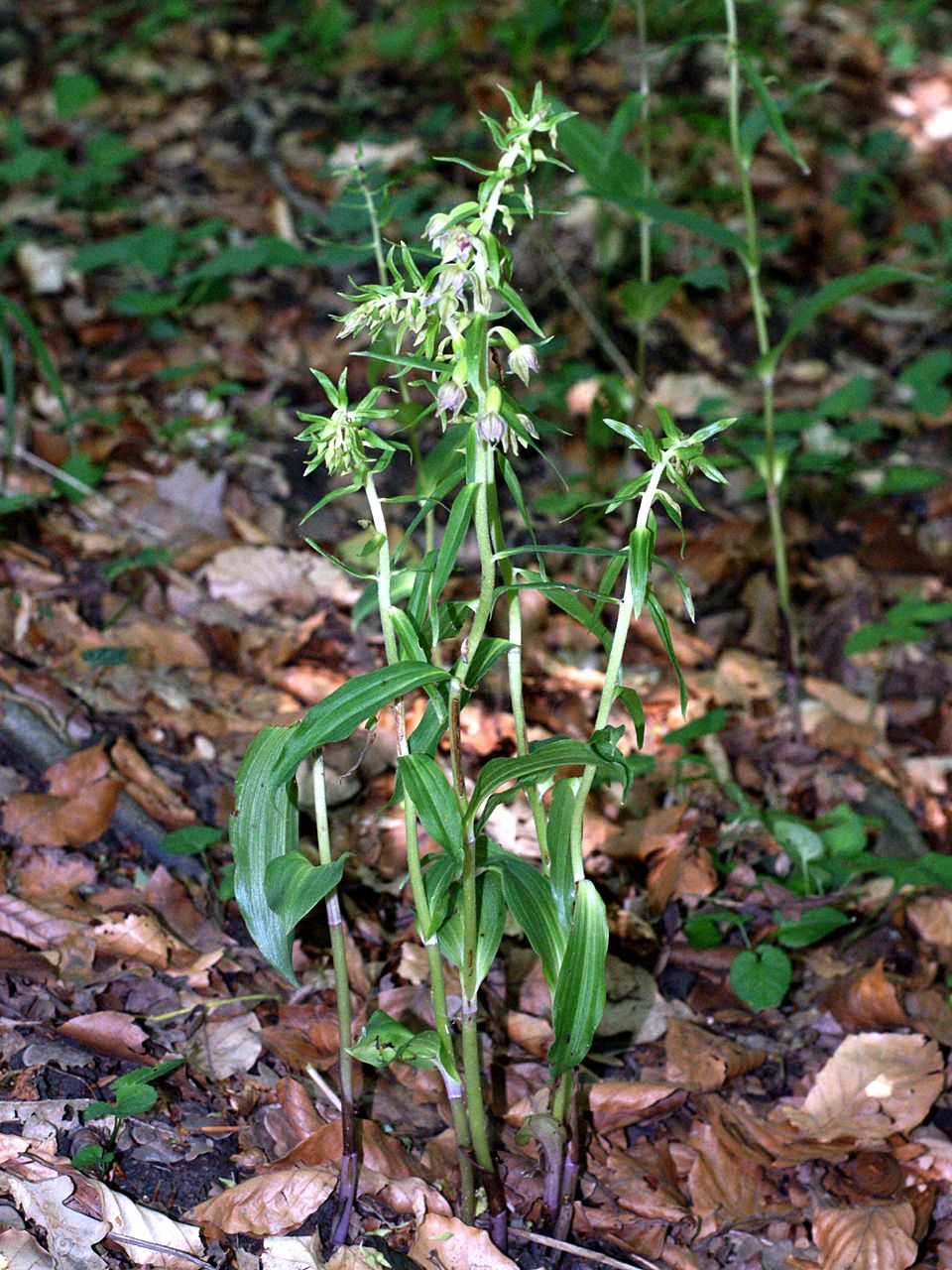
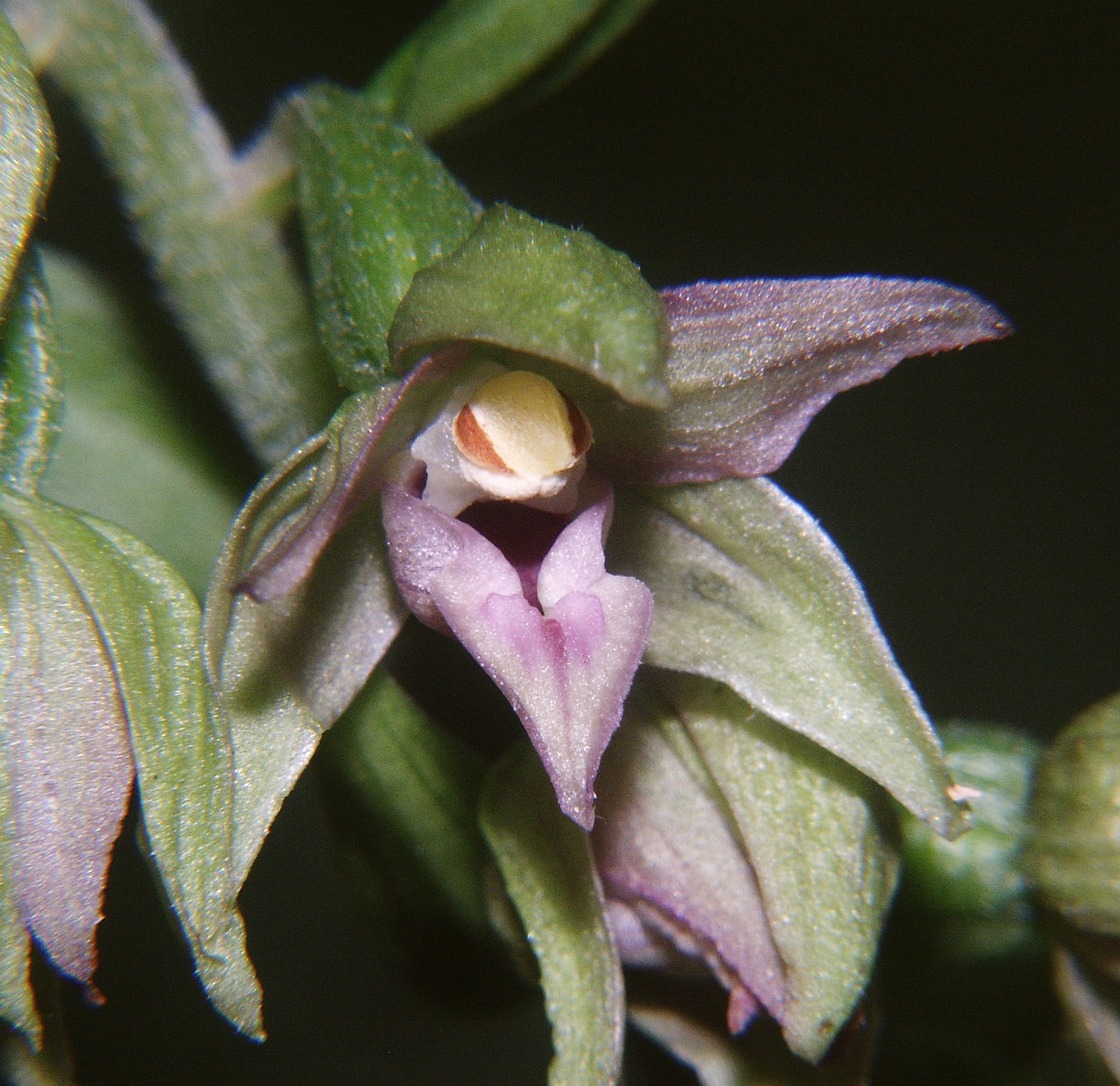
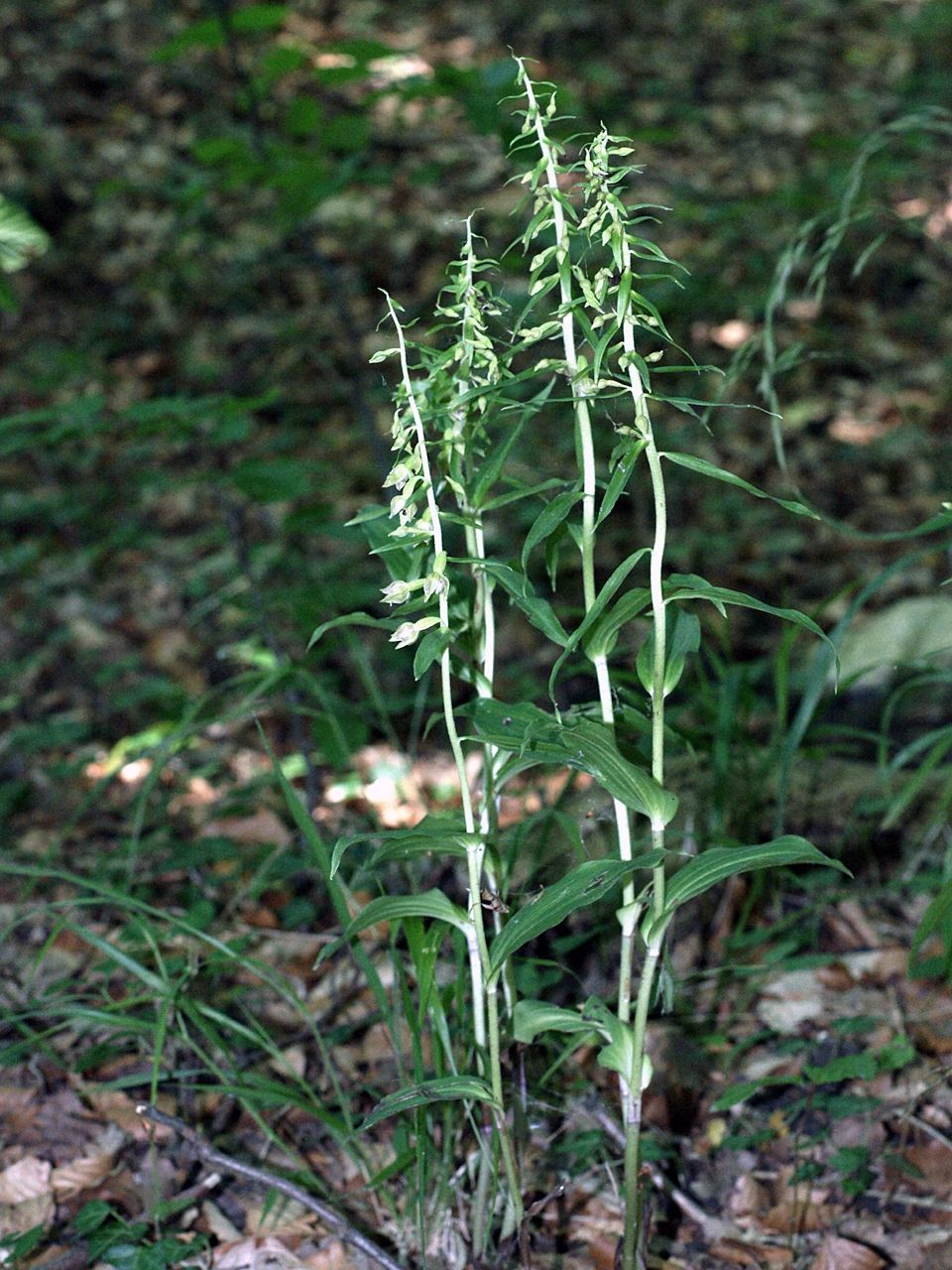